# Final Fantasy Tactics Advance
 (septembre 2017).
Si vous disposez d'ouvrages ou d'articles de référence ou si vous connaissez des sites web de qualité traitant du thème abordé ici, merci de compléter l'article en donnant les références utiles à sa vérifiabilité et en les liant à la section « Notes et références ».
Sorti en France et en Europe le 24 octobre 2003 (au Japon, le 28 mars 2003 et aux États-Unis, le 7 septembre), Final Fantasy Tactics Advance est l'un des tout premiers Tactical RPG de la Game Boy Advance. Il reprend le système du jeu de Final Fantasy Tactics premier du nom, sorti en 1997 sur PlayStation.

## Préambule: L'histoire d'Ivalice
Tout au départ, il existait un monde fantastique du nom de Celtia où se côtoyaient magie et épées. Cependant, au fil du temps, cet univers fantastique a petit à petit disparu, pour laisser place à un monde plus civilisé où la technologie est devenue incontournable. Or, il est dit dans la légende que l'ancien Celtia existe toujours, mais que celui-ci fut scellé par le tyran de l'époque dans un livre magique appelé le Grand Grimoire. Il est aussi mentionné dans la légende que le Grand Grimoire pourrait transformer le monde actuel en l'ancien Celtia. Avec le temps, les époques se succédèrent, et l'espoir de trouver un jour le grimoire finit par devenir si lointain que l'on douta de l'existence d'un tel monde parallèle.
Oublié de tous, le grimoire prend la poussière chez un antiquaire dans la petite ville Saint-Ivalice. Mais un jour, un jeune garçon, Mewt Randell, adepte d'un certain jeu vidéo appelé Final Fantasy et très introverti, fait la découverte de ce fabuleux livre. Il se précipite chez les deux seuls amis qu'il ait, l'intrépide March Radiuju et la dynamique Ritz Malheur, pour leur faire part de sa formidable découverte. Après l'école, les trois compères décident de se réunir chez March pour faire découvrir leur trouvaille au frère handicapé de celui-ci, Doned.
Une fois autour du livre, Mewt affirme à voix haute qu'il aimerait vivre dans un monde comme celui décrit dans le livre, qu'il y serait le roi et que plus personne, dans un tel monde, ne pourrait se moquer de lui. Quant à March, il déclare qu'il vivrait volontiers une telle aventure. La nuit venue, les quatre amis retournent chez eux sans penser une seconde que les paroles qu'ils ont prononcées, lors de la lecture du Grimoire, allaient prendre forme durant la nuit. Petit à petit, Saint-Ivalice et tout ce qui s'y trouve se transforme en Ivalice, réincarnation du monde fantastique de Celtia.
March se réveille alors dans une ville d'Ivalice. Après une dispute avec un Vangaa (sorte de lézard anthropomorphe) et un combat introductif, March fait la connaissance de Montblanc, un Mog (sorte de chat ou de lapin anthropomorphe) dont il rejoint le clan. Accomplissant des missions pour le salut de son clan, March cherche un moyen de refaire revenir le visage d'antan d'Ivalice. Mais ses anciens amis, eux, sont contents de vivre dans ce monde « nouveau » et ils n'ont aucune envie de le voir disparaître...

## Les personnages principaux
- March Radiuju, le personnage principal. Garçon très timide dans le « monde réel », il saura prendre de l'assurance à Ivalice.
- Montblanc, Mog qui montrera le monde d'Ivalice à March et l'initiera aux joies du combat.
- Ritz Malheur, une amie de March qui retrouvera ce dernier à Ivalice.
- Doned Radiuju, le petit frère (handicapé moteur) de March.
- Mewt Randell, un ami timide de March. Il deviendra le prince d'Ivalice.
- Cid Randell, le père de Mewt. Il est déprimé par la mort de sa femme. En effet, depuis, Cid se laisse aller, il est alcoolique et chômeur. Il deviendra le Juge Suprême d'Ivalice.
- Shara, l'amie de Ritz dans Ivalice.
- Ezel Berbier, l'inventeur des cartes anti-lois. Un génie auto-proclamé qui ne cessera de défier la famille royale et les Juges d'Ivalice.
- Babus, loyal serviteur de la famille royale.
- Remedi, la mère défunte de Mewt, ressuscitée par le Grand Grimoire.
- Nono, le petit frère de Montblanc, apprenti pandore de son état.

## Les différents monstres et divinités[1]

### Les différentes espèces de monstre
- Bombos (Bombo, Grenade), sorte de boule de feu ou de glace.
- Gobelins (Gobelin, Rougoblin), les premiers se battant à mains nues et les seconds maîtrisant la magie.
- Fourmilions (Fourmilion, Brisemâchoire), fourmis géantes.
- Dragons (Hydre de feu, Icedrake, Thundrake) dragons maîtrisant chacun l'un des éléments.
- Flans (Jelly, Ice Flan, Cream), chacun maîtrisant un élément.
- Ramya (Ramya, Lilith) monstre mi-femme, mi-serpent doté de pouvoirs magiques.
- Yeux (Œil flottant/Ahriman) œil doté d'une paire d'ailes.
- Panthères (Red Panther, Keurl) panthère.
- Xylomids (Xylomids, Groxylomids), plante carnivore géante.

Les monstres peuvent être capturés grâce au chasseur. Une fois capturé, leur âme est donnée au joueur. Cette âme est l'arme des Morpheurs, qui peuvent ainsi s'emparer de leurs pouvoirs.
De même les mages bleus apprennent une grande partie de leurs capacités grâce aux attaques que les monstres leur font subir.

### Les divinités
Durant son aventure, March est confronté à différentes divinités en cours de route. Ces boss sont des monstres hors du commun, chacun gardien d'un cristal, et rattaché à l'une des races du monde. Les cristaux servant à maintenir le monde en place. On retrouve ainsi :
- Fanfryt : la divinité des Mogs
- Ultima : la divinité des Nu Mou
- Adrammelech : la divinité dragon des Vangaa
- Exodus : la divinité des Vieras
- Mateus : la divinité des Humains

A noter qu'une fois battues, il est possible lors des combats de faire appel à ces divinités.

## Jobs
(abr. = habiletés requises)
| Race   | Description | Jobs de Base                              | Jobs Avancés |
| ------ | --- | ----------------------------------------- | --- |
| Humain | Les humains sont les êtres les plus présents en Ivalice, ils n'ont aucun domaine de prédilection mais sont efficaces dans plus ou moins tous les domaines. C'est certainement la race la plus polyvalente d'Ivalice, un humain peut passer de soldat à magicien sans problème.                                                                                 | Soldat Voleur Archer Mage blanc Mage noir | Paladin (2 abr. soldat) Spadassin (2 abr. soldat) Ninja (2 abr. voleur) Illusioniste (3 abr. Mage blanc, 5 abr. Mage noir) Mage bleu (1 abr. Mage blanc, 1 abr. Mage noir) Chasseur (2 abr. archer).            |
| Viera  | Seule race entièrement féminine du monde d'Ivalice, elles portent de grandes oreilles. D'un caractère plutôt subtil et sournois, les Vieras attaquent rarement de front mais constituent une race relativement polyvalente, leur point fort restant cependant leur agilité.                                                                                    | Archer Mage blanc Bretteur.               | Fantassin (2 abr. archer) Mage rouge (1 abr. Bretteur) Élémentaliste (1 abr. Bretteur, 1 abr. Mage blanc) Invokeur (2 abr. Mage Blanc, 2 abr. Élémentaliste) Assassin (1 abr. Fantassin, 2 abr. Elémentaliste). |
| Vangaa | Principaux défenseurs des cités, les Vangaas occupent les Jobs de front, contrairement aux Nu'Mous. Ils possèdent une force impressionnante, et sont donc les principaux combattants physiques du jeu. Il existe par contre une exception à la règle, le job nommé évêque, utilisant de la magie. Les Vangaas ressemblent à des reptiles.                      | Guerrier Moine blanc                      | Lancier (2 abr. Guerrier) Sentinelle (2 abr. Guerrier) Gladiateur (2 abr. Guerrier) Évêque (2 abr. Moine blanc) Templier (2 abr. Moine blanc)                                                                   |
| Mog    | Éternels fouineurs, les Mogs ressemblent à de petits chats ailés au front orné d'un pompon. Leur bonne humeur constante ainsi que leurs talents de mécaniciens leurs confèrent des jobs adaptés (Cabotin, Animiste, Artilleur...). | Animiste Voleur Mage noir                 | Artilleur (1 abr. Animiste) Noble Mog (1 abr. Animiste) Cabotin (2 abr. Voleur) Pandore (2 abr. Voleur) Mage Temps (5 abr. Mage noir)                                                                           |
| Nu Mou | Un peuple dont la sagesse reste inégalée en Ivalice. Leur apparence physique se situe à mi-chemin entre le phoque et le chien. Les Nu'Mous sont d'excellents magiciens mais de piètres guerriers, par conséquent leur meilleure place se situe en arrière afin d'assaillir l'ennemi sous une pluie de sorts dévastateurs ou de soigner les équipiers mourants. | Dresseur Mage blanc Mage noir             | Morpheur (5 abr. Dresseur) Sage (2 abr. Dresseur, 3 abr. Mage blanc) Mage Temps (5 abr. Mage noir) Alchimiste (3 abr. Mage blanc, 5 abr. Mage noir) Illusionniste (3 abr. Mage blanc, 5 abr. Mage noir)         |

## Le système de jeu
Vous commencez votre aventure dans une ville appelée « Cyril » où vous allez vous joindre à un clan de mercenaires. Après cela, il vous faudra aller acheter des missions que vous aurez à accomplir dans des lieux bien précis (leurs emplacements sont décrits dans les objectifs de la mission). Une fois réussies, vous gagnerez les objets ou l'argent qui vous a été promis et il ne vous restera plus qu'à retourner en ville afin de faire des emplettes pour booster vos persos ou alors acheter de nouvelles missions. Il existe 4 types de missions :
- Les missions dites standard proposent au joueur de se rendre à un endroit défini de la carte afin d'y remporter un combat contre un autre clan.
- Les quêtes qui vous permettent d'envoyer une de vos unités pour remplir une mission bien précise et de ce fait gagner facilement de l'argent ainsi qu'augmenter le niveau de celle-ci. Pendant que votre unité part pour accomplir cette mission, elle ne sera plus disponible pour d'autres opérations. Ce système est le même que celui de Final Fantasy Tactics.
- Les missions d'aide, qui servent à gagner des territoires en les sauvant de mauvais clans, qui peuvent soit être des missions solo, soit des véritables combats dans les lieux à sauver.
- Et pour finir les missions de rivalités de clans, où il vous est possible d'affronter d'autres groupes de mercenaires soit en achetant une mission ou alors en rencontrant les personnages qui se promènent sur la carte. En effet, il n'y a plus d'affrontements au hasard sur la carte, et il appartient au joueur de choisir s'il souhaite ou non affronter les ennemis visibles sur la carte. Chaque fois que vous remporterez une bataille, vous gagnerez des points qui vous permettront de faire évoluer et d'améliorer les compétences de votre Clan.

### La carte du monde
Outre les phases de combat et la navigation à l'intérieur des menus, cette carte constitue l'un des écrans les plus importants dans le jeu, puisque c'est à partir de celle-ci que l'on peut déplacer son clan afin de se rendre aux emplacements des missions, ainsi que suivre les déplacements des clans ennemis.
La carte reprend le même principe que celle de Legend of Mana. Dès que vous commencerez l'aventure, la carte sera complètement vide à l'exception de deux emplacements (Cyril, la ville où tout débute, et la plaine de Giza). Après avoir achevé certaines missions, vous aurez la possibilité de placer sur un des emplacements de la carte le lieu que vous venez de remporter (ville, plaine, rivière, mont, etc.). En fonction de l'endroit où vous le placerez, les ennemis et les phases de combats seront différents.

### Les combats
D'un point de vue général, les combats ressemblent beaucoup au premier Final Fantasy Tactics, c'est-à-dire qu'ils consistent en l'affrontement de deux (voire trois) clans dont les personnages s'attaquent au tour par tour. Cependant, de nombreuses nouveautés et différences existent.
Tout d'abord, on peut remarquer l'apparition du Judgement System, qui fait intervenir lors de la plupart des combats un juge (chevalier en armure chevauchant un Chocobo) sur le terrain. À l'instar d'un arbitre de football, celui-ci fait appliquer les lois d'Ivalice, qui varient en fonction du jour où vous combattez : à la moindre petite infraction au règlement (par exemple pour l'utilisation d'une arme, d'une magie ou d'une capacité donnée), vous recevrez un carton jaune qui pénalisera le combattant dissident à la fin du combat. Si vous persistez à enfreindre les règles, vous recevrez alors un carton rouge qui vous enverra directement en prison, où il vous faudra beaucoup d'argent ou de patience pour libérer votre personnage (à noter que l'emprisonnement de March vous conduira directement au Game Over).
Au contraire, si vous respectez ce règlement au pied de la lettre, et exécutez certaines actions (car les lois ne sont pas exclusivement pénalisantes, elles ont aussi leurs bons côtés), le juge vous attribuera un Judge Point (ou JP), autre innovation majeure du jeu, remis également lorsque vous mettez un adversaire KO. Ces derniers permettront de remplir une jauge de WT, spécifique à chaque personnage, qui, dès que vous aurez accumulé 10 JP, vous permettra d'effectuer une combo entre plusieurs combattants, mais surtout d'invoquer une des Cinq Divinités (Divine Beasts). Chacune Divinité, à la puissance dévastatrice, correspond à une race, et doit avoir été vaincue au cours du jeu pour pouvoir être utilisée en combat.
En outre, il existe certains lieux sur Ivalice où ne règnent aucun juge et aucune loi : les Jagds.
Ce ne sont pas pour autant des endroits très accueillants puisque, en l'absence d'une quelconque surveillance, vos unités ne seront plus KO, mais définitivement mortes si vous ne les ranimez pas avant la fin de l'affrontement.
Enfin, en dehors de ce nouveau système de JP, les nouvelles compétences ne se gagnent non plus avec des Job Points, mais, comme dans Final Fantasy IX, s'obtiennent en fonction des armes et des armures que vous portez. Lorsque vous utiliserez l'arme concernée, vous gagnerez des points d'expérience vous permettant d'apprendre la compétence qui lui correspond. En effet, une fois le maximum de points atteint, vous devenez maître de cette technique, ce qui vous donne la possibilité de changer d'équipement sans perdre pour autant la compétence acquise.

## La réalisation
Les musiques sont signées Hitoshi Sakimoto (qui s'est déjà occupé du premier Final Fantasy Tactics, de Vagrant Story...) avec la participation de Nobuo Uematsu pour le thème principal (joué sur l'écran titre) et de Kaori Ohkoshi et Ayako Saso pour quelques thèmes de combat.